# Martin Amanshauser

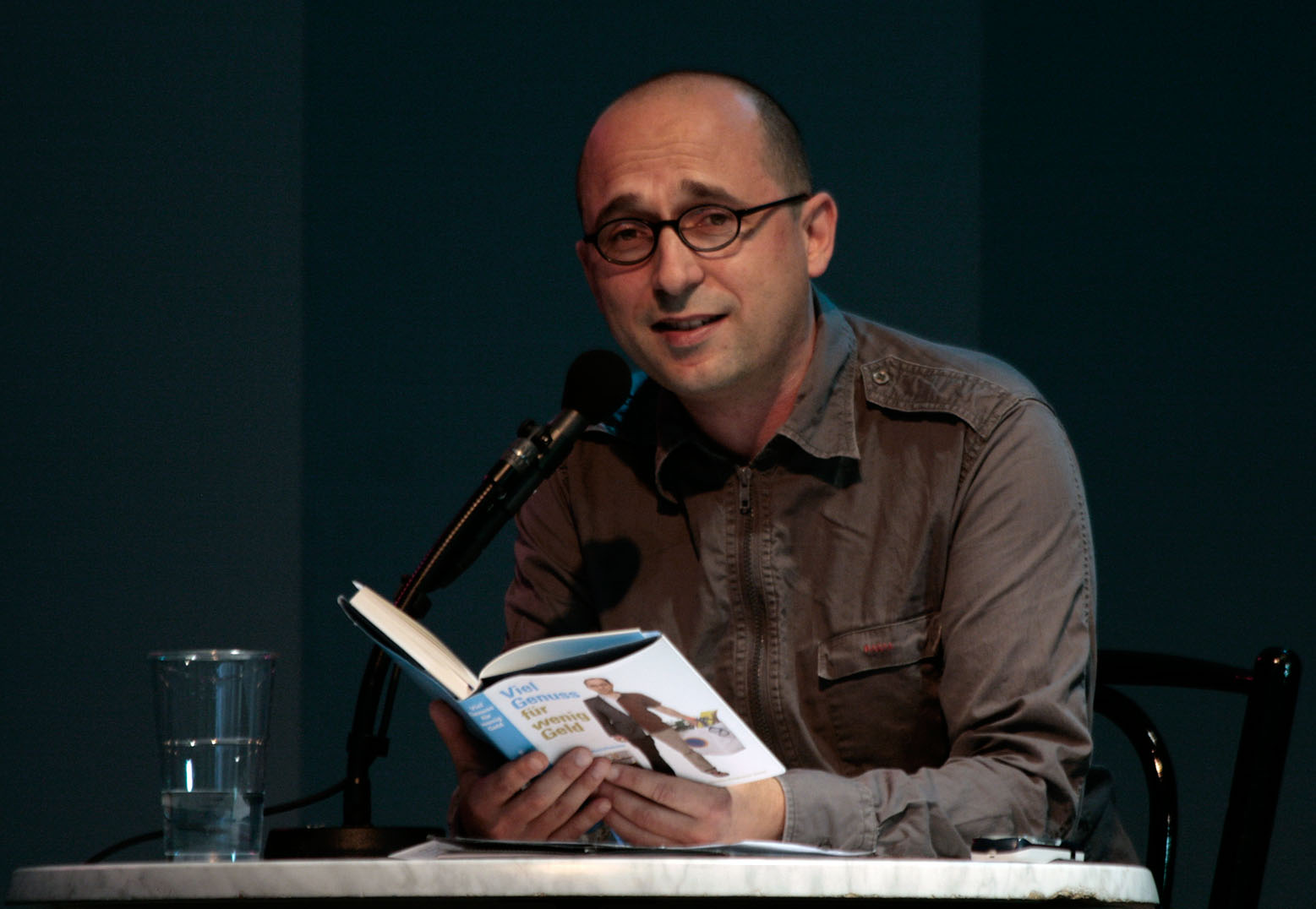
Martin Amanshauser (2009)

Martin Amanshauser (* 15. November 1968 in Salzburg) ist ein österreichischer Autor. Er ist der Sohn von Gerhard Amanshauser (1928–2006).

## Leben und Werk
Martin Amanshauser, 1968 in Salzburg geboren, lebt in Wien und Berlin. Nach dem Studium der Fächer Geschichte, Portugiesisch, Spanisch, Afrikanistik an der Universität Wien, das er mit einer Diplomarbeit über Al-Garb und Galicien, Die ´Reconquista´ in Portugal (711-1147) 1994 abschloss, promovierte er 2001 mit einer Arbeit über Taifas und Condados, Die mittelalterliche Stadt im Westen der Iberischen Halbinsel.
Amanshauser arbeitet als Schriftsteller, Journalist und Übersetzer und erhielt unter anderem den Georg-Trakl-Förderungspreis für Lyrik und das Staatsstipendium für Literatur (1996/97). Seit 1999 ist er als Reisejournalist (Der Standard, Die Presse, Süddeutsche Zeitung) tätig und verfasst seit 2006 eine wöchentliche Reisekolumne Amanshausers Welt in der Freitagsbeilage der Presse; 52 Texte daraus sind 2007 im Logbuch Welt gesammelt, weitere 111 Texte daraus erschienen 2016 in Typisch Welt; seine ehemalige Sonntagskolumne „Falsch Reisen“ erschien 2014 als gleichnamiges Buch Falsch Reisen. Alle machen es, 100 Geschichten. 2000 nahm er mit der Erzählung El Examen am Ingeborg Bachmann Wettbewerb teil.
Mit seinem Gedichtband 100.000 verkaufte Exemplare war Martin Amanshauser erfolgreich (u. a. bei der ilb-SLAM!-Revue 2002), der Nachfolgeband Es ist unangenehm im Sonnensystem erschien 2019. Beispiele seiner teilweise von wienerischem Sprachwitz gekennzeichneten Veröffentlichungen: der Wiener Stadtkrimi Im Magen einer kranken Hyäne, Romane wie Erdnussbutter, NIL, Chicken Christl, oder der Weltraumroman Alles klappt nie (alle Deuticke Verlag). Ein Reader zur Wirtschaftskrise mit praktischen Tipps ist das Sachbuch Viel Genuss für wenig Geld.
2015 erschien sein bisher bekanntester Roman, Der Fisch in der Streichholzschachtel, in dem ein modernes Kreuzfahrtschiff auf Piraten trifft. Die Süddeutsche Zeitung bezeichnete den Text als „Hanebüchen? Konstruiert? Völlig gaga? Alles drei - und total genial.“

## Auszeichnungen
- 1992: Georg-Trakl-Förderungspreis für Lyrik
- 1996/1997: Österreichisches Staatsstipendium für Literatur
- 1998: Rom-Stipendium für Literaten
- 1998: Max-von-der-Grün-Förderungspreis (2. Preis)
- 1998: Theodor Körner-Förderungspreis
- 2004: Teilnehmer beim internationalen literaturfestival berlin[2]
- 2008: Teilnehmer beim Ubud’s Writer Festival in Bali
- 2009: ein Gewinner des Mini-Dramen-Wettbewerbs „kurz&bündig“
- 2011: Förderungspreis des Rauriser Literaturpreises
- 2013: Sonderpreis beim Feldkircher Lyrikpreis

## Werke
- Im Magen einer kranken Hyäne, Wiener Stadtkrimi; Deuticke Verlag, Wien, 1997
- Erdnussbutter; Roman, Deuticke Verlag, Wien, 1998
- Der Sprung ins dritte Jahrtausend; gemeinsam mit Gerhard Amanshauser; Bibliothek der Provinz, Weitra, 1999/2000
- In der Todesstunde von Alfons Alfred Schmidt – eine Heurigenoper, Gedichte & eine Taschenbahn; Gedichte, Deuticke Verlag, Wien, 2000
- Nil; Roman, Deuticke Verlag, Wien, 2001
- 100.000 verkaufte Exemplare; Gedichte, Deuticke Verlag, Wien/Frankfurt, 2002
- Chicken Christl; Roman, Deuticke Verlag, Wien/Frankfurt, 2004
- Alles klappt nie; Roman, Deuticke Verlag, Wien/München, 2005
- Auf der falschen Seite von Ikebukuro; CD von Amanshauser & Wenzl, Acute Music, Wien, 2006
- Logbuch Welt, 52 Reisegeschichten, Christian Brandstätter Verlag, Wien 2007
- Viel Genuss für wenig Geld, Sachbuch, Christian Brandstätter Verlag, Wien 2009
- Das Rogner Bad Blumau, Sachbuch, Perlen Reihe, Wien 2013
- Falsch Reisen, Alle machen es, 100 Geschichten, Sachbuch, Picus Verlag, Wien 2014
- Der Fisch in der Streichholzschachtel, Roman, Deuticke Verlag, Wien 2015
- Pedro und der Drachen, Kinderbuch, gemeinsam mit Judith Loske (Illustrationen), Picus Verlag, Wien 2016
- Typisch Welt, 111 Geschichten zum weiter reisen, Picus Verlag, Wien 2016
- Die Amerikafalle oder: Wie ich lernte, die Weltmacht zu lieben, Sachbuch, Kremayr & Scheriau, Wien 2018
- Es ist unangenehm im Sonnensystem, Gedichte, Kremayr & Scheriau, Wien 2019
- Halbwegs vollständiges Reisehandbuch, Picus Verlag 2025

Übersetzungen aus dem Portugiesischen (Rui Zink: Hotel Lusitano, 1998, Apokalüpse Nau, 1999, und Afghanistan!, 2001) und Amerikanischen (Askold Melnyczuk: Mindestens tausend Verwandte, 2006, Das Witwenhaus, 2008).